# So Long.../涙のいろ〜Media Mix〜
「So Long.../涙のいろ〜Media Mix〜」（ソー ロング/なみだのいろ メディア ミックス）は、藤木直人の通算9枚目のシングル。2002年9月4日にポニーキャニオンより発売。

## 概要
前作「Wonderful Days」から約半年ぶりとなる初の両A面シングル。2002年2枚目のシングルとなり、年間複数枚の発売は4年連続。オリコン週間シングルチャートで初登場7位を記録し、初のオリコンTOP10入りとなる。収録曲の全てにタイアップが付いており、ジャケットが異なる初回盤と通常盤が発売された。カップリング曲は「Sweet」。

## 収録曲
1. So Long...
（作詞・作曲:藤木直人、シライシ紗トリ/編曲:シライシ紗トリ）
ロッテ「クールミントガム」のCMソング。8thシングル「Wonderful Days」のカップリング曲「NECESSARY」に続くロッテのCMソング2作目で、ガムのCMには自身が出演している。2003年3月5日発売の3rdアルバム『03』に収録。PVの監督は、自身出演のフジテレビ系ドラマ『アンティーク 〜西洋骨董洋菓子店〜』のタイトルバックを担当したVFX/映像ディレクター山本雅之。PVは後年発売のDVD「F△7-VISUAL COLLECTION-」に収録された。
2. 涙のいろ〜Media Mix〜
（作詞・作曲:藤木直人&Nothing、シライシ紗トリ/編曲:シライシ紗トリ）
藤木とバックバンド・Nothingによる共作。2002年3月20日発売の2ndアルバム『WARP』に収録されている「涙のいろ」のMedia Mixバージョン。TBS系ドラマ『こちら本池上署』（第1シリーズ）の主題歌への起用が決定して、ドラマのために新たに録り直された。
3. Sweet
（作詞:シライシ紗トリ、eico/作曲:藤木直人、シライシ紗トリ/編曲:シライシ紗トリ）
自身がCM出演しているシムリー「iMAGE COLLECTION」のイメージソング。

## タイアップ
- ロッテ「クールミントガム」CMソング（M-1）
- TBS系ドラマ『こちら本池上署』（第1シリーズ）主題歌（M-2）
- シムリー「iMAGE COLLECTION」イメージソング（M-3）

## 収録アルバム
- WARP（M-2）
- 03（M-1）
- HISTORY of NAOHITO FUJIKI 10TH ANNIVERSARY BOX（ベストアルバム限定盤）（M-1）
- HISTORY of NAOHITO FUJIKI Standard Edition（ベストアルバム通常盤）（M-1）

## テレビ出演
- HEY!HEY!HEY! MUSIC CHAMP（2002年9月2日、フジテレビ）（M-1）
- うたばん（2002年9月5日、TBS）（M-1）
- ミュージックステーション（2002年9月6日、テレビ朝日）（M-1）
- FUN（2002年9月13日、日本テレビ）（M-1）
- ミュージックステーションSPECIAL SUPER LIVE2002（2002年12月27日、テレビ朝日）（M-1）